# 방위고등연구계획국
방위 고등 연구 계획국(DARPA , Defense Advanced Research Projects Agency)은 미국 국방성의 연구, 개발 부문을 담당하고 있으며 인터넷의 원형인 ARPANET을 개발한 것으로 잘 알려져 있다. 최초의 이름은 고등 연구 계획국 (ARPA 또는 ARP, Advanced Research Projects Agency)에서 개칭되었다.
- 1972년 3월 23일 DARPA로 개칭
- 1993년 2월 22일 ARPA로 다시 개칭
- 1996년 3월 11일 다시 DARPA로 개칭

## 같이 보기
- ADD
- 대한민국 국군
- 대한민국 국방부
- 영국 국방과학기술연구소(DSTL)
- 미국 해군 연구개발국(ONR, Office of Naval Research)
- 미국 공군 연구소(AFRL)
- 국방연구개발기구
- 중산과학연구원
- 고주파 활성오로라 조사 프로그램(en:High Frequency Active Auroral Research Program, HAARP)
- 다르파 그랜드 챌린지

## 참조
1. ↑  Shachtma n, Noah (2012년 2월 14일). “Darpa Dodges Obama Budget Death Ray, Keeps Its $2.8 Billion”. 《Wired》. 2012년 8월 27일에 확인함.
2. ↑  Shachtman, Noah (2012년 7월 10일). “Exclusive: Darpa Gets a New Boss, and Solyndra Is in Her Past”. 《Wired》. 2012년 8월 25일에 확인함.